# La Confession d'un enfant du siècle (film)
Pour les articles homonymes, voir La Confession d'un enfant du siècle.
La Confession d'un enfant du siècle est un téléfilm français en deux parties réalisé par Claude Santelli en 1974 d'après le roman d'Alfred de Musset, La Confession d'un enfant du siècle.

## Synopsis
Octave, un jeune homme romantique, un « enfant du siècle » Il vit dans un monde vide, uniquement penché sur la richesse et s'ennuie. C'est un libertin qui croit trouver le bonheur dans l'amour mais il connaît la trahison arrivé à l'âge d'homme.
Il découvre que sa maîtresse le trompe avec un de ses meilleurs amis. Il perd foi en l'amour et s'adonne à la débauche, jusqu'au jour où il s'éprend d'une autre jeune femme, Brigitte, délicate et pure. Cependant ses doutes, ses soupçons et sa jalousie détruiront bientôt cet amour pourtant réciproque et la jeune femme trouvera finalement le bonheur auprès d'un autre homme.

## Fiche technique
- Réalisation : Claude Santelli
- Auteur de l'œuvre originale : Alfred de Musset
- Adaptation : Claude Santelli
- Musique originale : Philippe Sarde
- Direction d'orchestre : Hubert Rostaing
- Chorégraphie originale : Christine Conti
- Décors : Jean-Marie Thomen et Christian Hourriez
- Costumes : Yvonne Sassinot de Nesle et Roger Jouan
- Direction de la photo : Jean-Louis Picavet
- Producteur : Office national de radiodiffusion télévision française

## Distribution
- Sami Frey : Octave
- Marie-Christine Barrault : Brigitte
- Ewa Swann : Thérèse
- Michael Lonsdale : Smith
- Gérard Desarthe : Desgenais
- Didier Flamand : Valentin
- René Eyrouk : Le professeur
- Françoise Pagès : La prostituée
- Edith Garnier : Jenny
- Maria Gabriella Maione : Marco (comme Gabriella Frankel)
- Georgette Anys : La dame
- Armand Babel : Le mendiant
- Teddy Bilis : Larive
- Mélane Brevan : Une paysanne
- Luce Fabiole : Tante
- Marcel Champel : Un paysan
- Philippe Desbœuf : Marcanson
- Florence Haguenauer : La servante
- Catherine Hiegel : Mme Daniel

## Tournage
Le téléfilm a été tourné en Dordogne, à Périgueux, Saint-Astier et Saint-Jean-de-Côle,.